# Toshiyuki Takagi
Toshiyuki Takagi (高木 俊幸?, Takagi Toshiyuki; Yokohama, 25 maggio 1991) è un calciatore giapponese, centrocampista o attaccante del Tokyo United FC.

## Palmarès

### Club

#### Competizioni nazionali
- Coppa J. League: 1

Urawa Red Diamonds: 2016
- Supercoppa del Giappone: 1

Cerezo Osaka: 2018

#### Competizioni internazionali
- Coppa Suruga Bank: 1

Urawa Red Diamonds: 2017
- AFC Champions League: 1

Urawa Red Diamonds: 2017

### Individuale
- Capocannoniere della Coppa J. League: 1

2016: (4 gol)